# Philip Reeve
Philip Reeve (Brighton, 28 febbraio 1966) è uno scrittore e illustratore britannico.

## Biografia
Dopo aver studiato illustrazione, in un primo momento al Cambridgeshire College of Arts and Technology (CCAT, ora Anglia Ruskin University) e più tardi al Politecnico di Brighton (ora University of Brighton), ha lavorato per diversi anni in una libreria di Brighton prima di affermarsi professionalmente come illustratore e disegnatore di cartoni animati.
Il suo primo romanzo è stato Macchine mortali (Mortal Engines, del 2001), con cui ha vinto il premio Nestlé Smarties Book. Sono poi seguiti L'oro dei predoni (Predator's Gold, del 2003), Congegni infernali (Infernal Devices, del 2005), Pianura oscura (A Darkling Plain, del 2006) e Fever Crumb (del 2009, prequel cronologicamente anteriore agli eventi narrati in Macchine mortali, inedito in Italia). I cinque volumi raccontano la vita di due giovani avventurieri, Tom Natsworthy e Hester Shaw, che vivono in un mondo postapocalittico abitato da città "trazioniste".
Reeve ha scritto anche il musical The ministry of Biscuits, con Brian P. Mitchell, ed è autore di una serie per bambini su Buster Bayliss.

## Opere

### Serie di Buster Bayliss
- Night of the Living Veg (2002)
- The Big Freeze (2002)
- Day of the Hamster (2002)
- Custardfinger! (2003)

### Saga delle Macchine Mortali
- Macchine mortali, 2004 (Mortal Engines, 2001) Ripubblicato nel 2013 con il titolo di The Hungry City.
- L'oro dei predoni, 2005 (Predator's Gold, 2003)
- Congegni infernali (2005)
- Pianura oscura (2006)
- Fever Crumb (2009)
- A Web of Air (2010)
- Scrivener's Moon (2011)

### Serie di Art Mumby (Larklight)
- Art Mumby e i pirati dell'eternave (Larklight, 2006)
- Starcross (2007)
- Mothstorm (2008)

### Saga di Railhead
- Capolinea per le stelle, 2016 (Railhead, 2015)
- Treno Espresso per l'Universo, 2017 (Blackllight Express, 2016)
- Station Zero (previsto per novembre 2018)

### Altri romanzi
- Here Lies Arthur (2007)
- Doctor Who: The Roots of Evil (2013)

### Libri da illustratore
- Pantsacadabra! (2006) (con Kjartan Poskitt)
- Urgum the Axeman (2006) (con Kjartan Poskitt)